# Babatunde Fashola

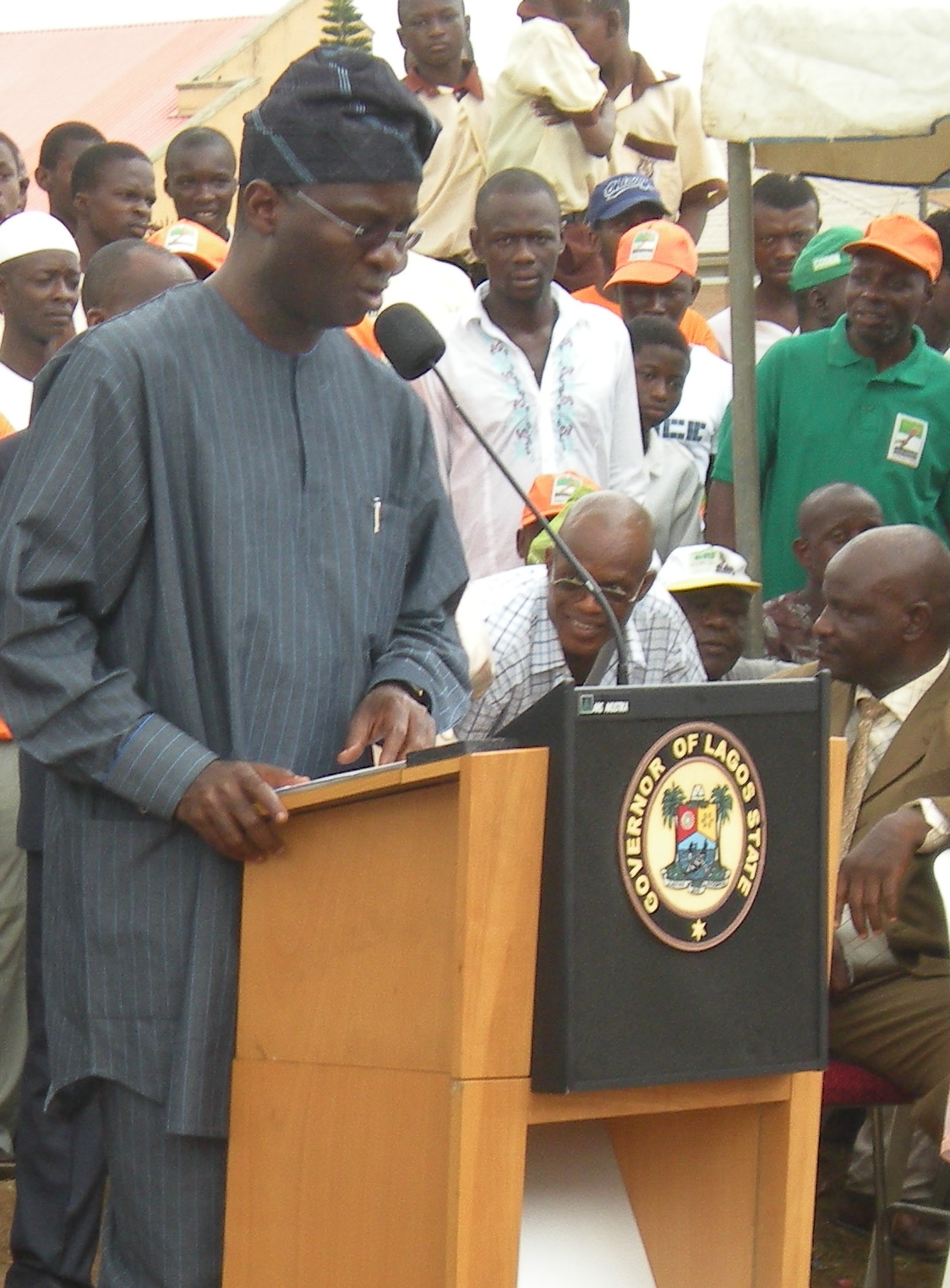
Babatunde Fashola (2010)

Babatunde "Tunde" Fashola (* 28. Juni 1963) ist ein nigerianischer Rechtsanwalt und war bis Mai 2023 Bundesminister für Bau- und Wohnungswesen. Vom 29. Mai 2007 bis zum 29. Mai 2015 war er zwei Amtszeiten lang Gouverneur des Staates Lagos.
Fashola ist einer der angesehensten Politiker Nigerias.

## Leben
Babatunde Raji Fashola stammt aus Lagos und ist Yoruba. Er wurde am 28. Juni 1963 in Lagos im Island Maternity Hospital in der Familie von Ademola Fashola, einem ehemaligen Journalisten der Daily Times of Nigeria, und Cecilia Omolara Fashola, einer Krankenschwester, geboren. Er hat 12 Geschwister. Er stammt in fünfter Generation aus Lagos und ist ein direkter Nachfahre des Patriarchen der Familie Fashola in Isalegangan, einem sehr alten Stadtteil von Lagos. Über seine Großmutter väterlicherseits stammt er auch von der Familie Shomade aus Isale Eko sowie von den Familien Bashua und Suenu aus Lagos ab.
Fashola besuchte die Sunny Field Primary School in Adelabu Surulere, Lagos, wo er sein First School Leaving Certificate ablegte. Nach der Grundschule ging Babatunde Raji Fashola auf die Birch Freeman High School in Surulere, Lagos, und später auf das Igbobi College in Yaba, Lagos State.
Er studierte anschließend Rechtswissenschaften an der Universität von Benin City, wo er 1987 mit einem Bachelor of Laws, LL.B.(Hon), abschloss.
Er ist mit Abimbola Fashola verheiratet, mit der er zwei Kinder hat.

## Juristische Laufbahn

### Oberster Gerichtshof
Mit 25 Jahren, im November 1988, wurde Fashola als Solicitor und Advokat des Obersten Gerichtshofs von Nigeria zugelassen, nachdem er das Berufsausbildungsprogramm an der Nigerian Law School, Lagos, das er zwischen 1987 und 1988 absolviert hatte, abgeschlossen hatte. Seine mehr als eineinhalb Jahrzehnte währende juristische Laufbahn begann in der Anwaltskanzlei Sofunde, Osakwe, Ogundipe und Belgore, wo er seine ersten Erfahrungen als Prozessanwalt in den verschiedensten Fachgebieten sammelte, darunter geistiges Eigentum (Eintragung von Marken), Handelsrecht, das allgemeine Verträge, Unternehmensaktivitäten, Fusionen, Übernahmen, Rechtsfragen, Eigentum an Aktien und Eigenkapital von Unternehmen sowie Grundstücksstreitigkeiten, Strafrecht und Stammesangelegenheiten umfasst, in denen er ein beachtliches Fachwissen und umfangreiche Erfahrung bewiesen hat.

### Auszeichnungen
Fashola wurde mehrfach mit Auszeichnungen und Verdiensturkunden geehrt, darunter der Distinguished Alumnus Award, der ihm von der Alumni-Vereinigung der Universität Benin in Anerkennung seiner Verdienste um die Alumni-Vereinigung und die Menschheit verliehen wurde. Außerdem wurde er mit dem Platinum Award des Lagos State Public Service Club für seinen herausragenden Beitrag zur Entwicklung ausgezeichnet. Außerdem erhielt er den "Igbogbo Bayeku Local Government Award" der Alliance for Democracy in Anerkennung seiner Aktivitäten für den Erfolg der Partei.

## Politische Ämter

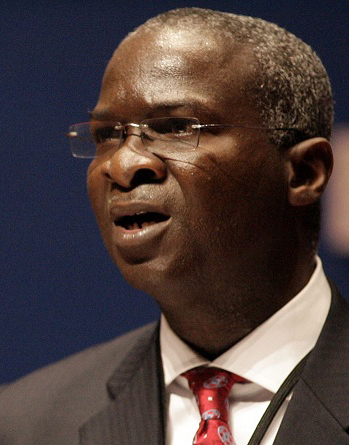
Babatunde Fashola

### Gouverneur von Lagos
Fashola war zuerst Stabschef seines Vorgängers, Asiwaju Bola Ahmed Tinubu.
Als Kandidat der Partei Action Congress, die heute als All Progressives Congress firmiert, trat Fashola am 14. April 2007 die Nachfolge von Tinubu als Gouverneur des Bundesstaates Lagos an. Fashola wurde am 26. April 2011 wiedergewählt.

#### Infrastrukturelle Erneuerung von Lagos
Fashola konzentrierte sich auf die Sanierung der Infrastrukturen von Lagos. Diese Infrastrukturen waren über Jahre hinweg vernachlässigt worden, nachdem Abuja 1991 zur neuen Hauptstadt Nigerias erklärt worden war. Die Modernisierung von Lagos, die Tinubu begonnen hatte, beschleunigte sich unter Fasholas Gouverneurschaft. Sowohl der private als auch der öffentliche Sektor waren an der Verwirklichung des Projekts beteiligt.

##### Bus Rapid Transit
Fashola führte klimatisierte Stadtbusse ein, die BRT-Busse, für die eigene Fahrbahnen angelegt wurden.

##### S-Bahn

Die "Blaue Linie" der S-Bahn am Nationaltheater

Fashola initiierte den Bau der Lagos Light Rail, der S-Bahn von Lagos, deren erste zwei Linien im letzten Quartal 2022 fertiggestellt werden sollen (Stand Januar 2022).

##### Autobahnen
Bei seinem Amtsantritt begann Fashola mit einer umfassenden Erneuerung der wichtigsten Autobahnen der Stadt. Gleichzeitig fanden fast überall in Lagos große Umbauarbeiten statt. Das Ergebnis war, dass die Metropole Lagos in den ersten vier Jahren seiner Amtszeit ein neues Gesicht bekam. Die meisten der Hauptverkehrsstraßen wurden umgestaltet und gestrichen. Neue Straßen wurden mit Überführungsbrücken erschlossen. Hochmoderne Fußgängerbrücken wurden gebaut, um die alten, heruntergekommenen Brücken zu ersetzen.

#### Bildung
Die Regierung Fashola hat der Bildung große Aufmerksamkeit geschenkt. Dazu gehören die Wiedereingliederung und Einrichtung gut ausgestatteter neuer Klassenräume, die Verteilung kostenloser Lehrbücher, die Bereitstellung gut ausgestatteter Arbeitsräume und Bibliotheken, die Bereitstellung von Bussen für Lehrer und Schüler zur Erleichterung des Transports, die Wiedereinführung von uniformierten freiwilligen Verwaltungen in den öffentlichen Schulen des Bundesstaates, die Einführung einer Gehaltsskala für Lehrer in den öffentlichen Schulen des Bundesstaates, die Entwicklung der "Adopt a School Initiative" und anderes mehr. Zu den instandgesetzten Schulen gehören unter anderem: Ikotun Senior High School, Alimosho Girls High School, Agege Okemagba Junior High School, Mojoda Amuwo Senior Grammar School und Tomia Community Secondary School, Alagbado.

#### Umgestaltung des ländlichen Raums
Die Regierung Fashola hat auch im ländlichen Raum große Fortschritte erzielt, denn im Rahmen der Struktur für ländliche Wasserversorgung und Abwasserentsorgung wurden über 110 ländliche Entwicklungsprojekte abgeschlossen. Am Ende des Jahres 2009 wurden 104 Gemeinden für die Bereitstellung eines modifizierten Typ-A-Wassersystems aus dem Interventionsfonds gemessen. Einige weitere Errungenschaften im ländlichen Bereich sind: Errichtung von modernen Schlachthöfen in Ologe, Oko-Oba und Lairage. Bau von Zufahrtsstraßen zur Verbindung von Dörfern an Orten wie der Imude-Straße, der Shibiri-Etegbin-Straße, der Ajangbandi-Illogbo-Straße, der Agboroko-Igbo-Straße, der Elerin-Straße und der Ariyo-Muyo-Tedi Oshun-Straße und so weiter. Die Regierung des Bundesstaates hat 165 Projekte zur Elektrifizierung des ländlichen Raums im Rahmen ihres Programms für ländliche Interferenzen abgeschlossen.

#### Rückgewinnung von Land

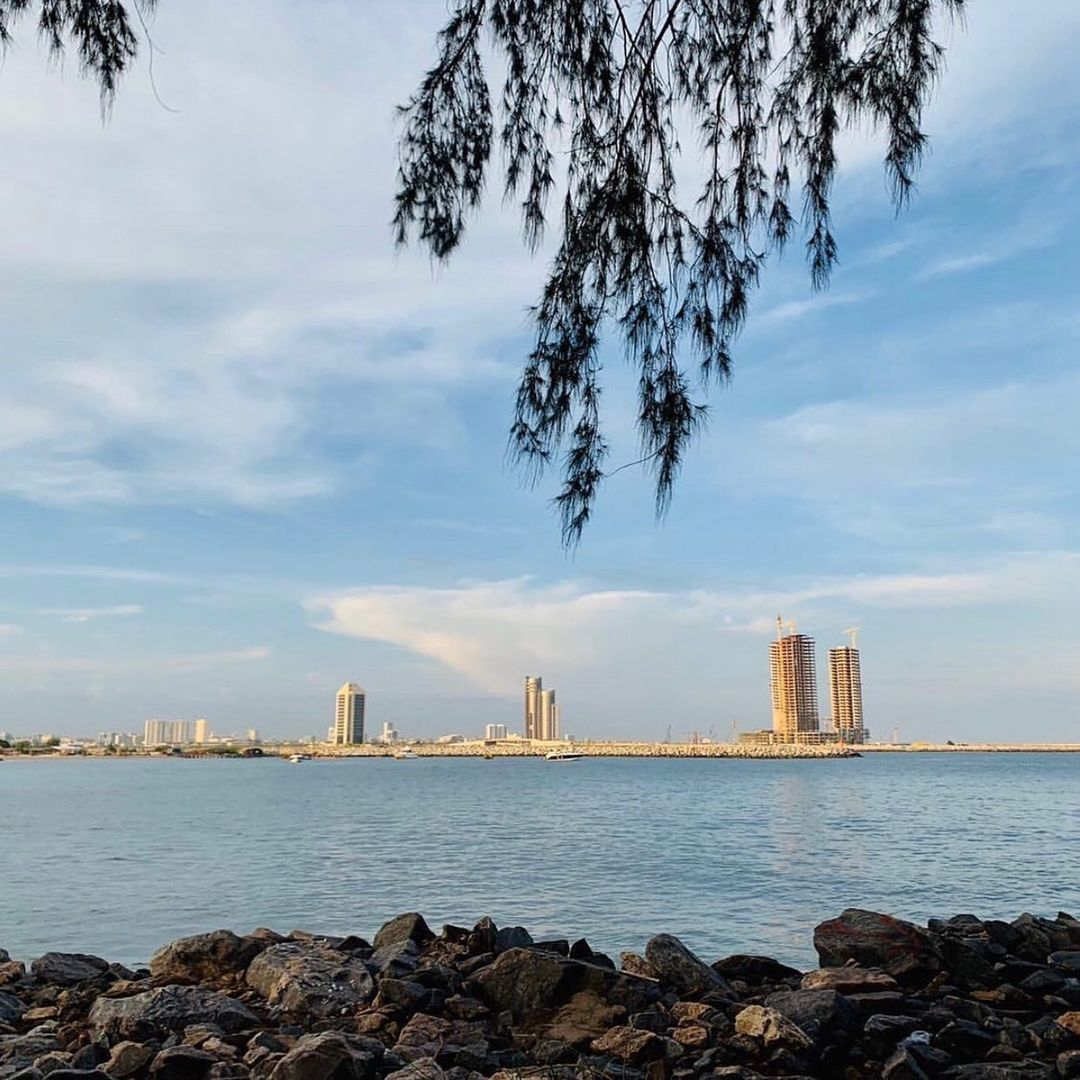
Eko Atlantic City

Fashola begann mit der Rückgewinnung von Land, ohne die unter den gegebenen Bedingungen keine Stadtplanung möglich wäre. Dazu zählen das Banana Island und die Eko Atlantic City, die beide aufgeschüttet wurden. Eko Atlantic City soll in Zukunft Millionen Lagosianer beherbergen und ist – anders als der Rest der Stadt – mit Kanalisation, einer eigenen Stromversorgung und anderen Merkmalen einer modernen Stadt ausgestattet.

#### Stadtverschönerung

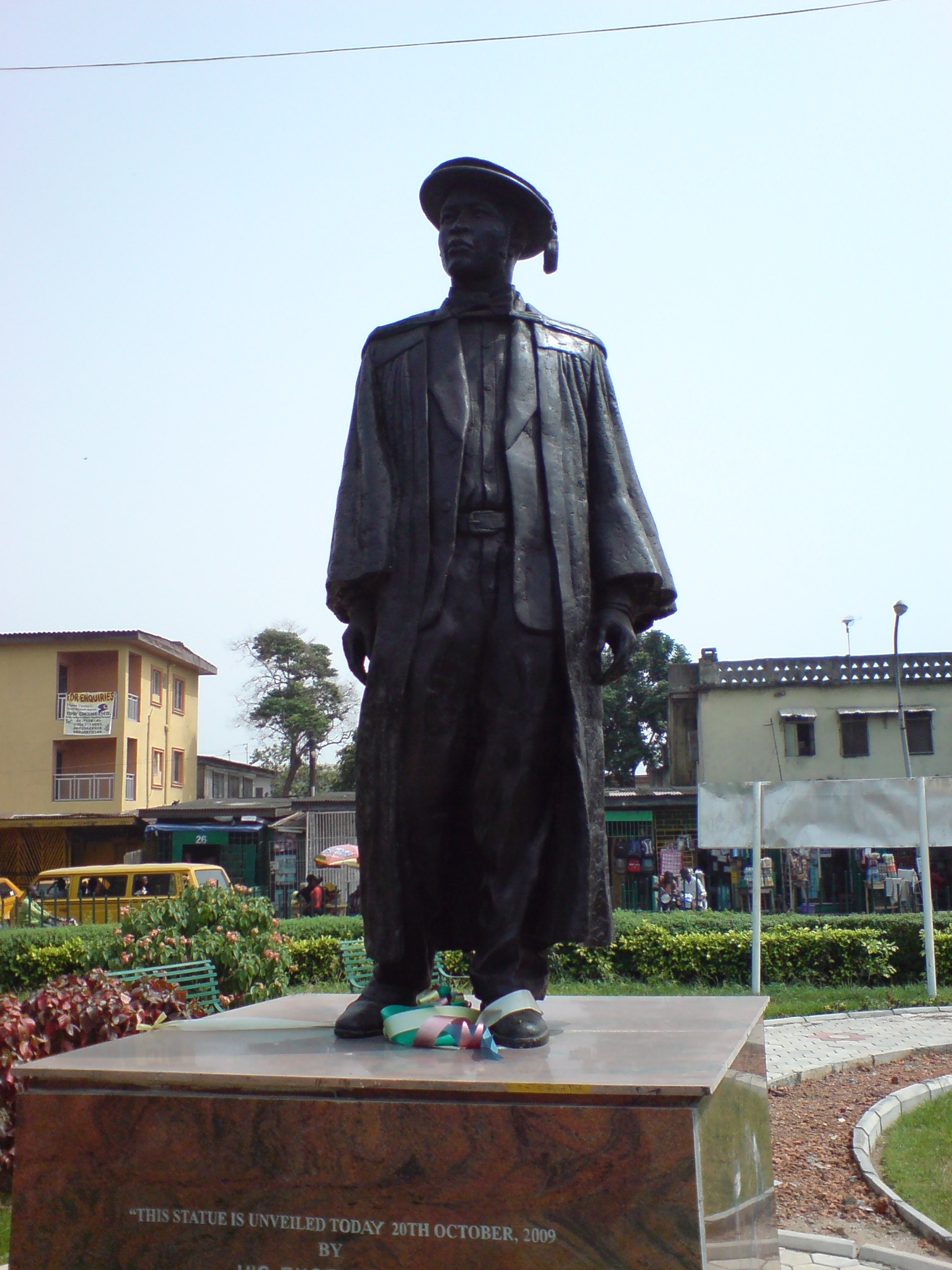
Statue von Ayodele Awojobi

Im Oktober 2009 weihte Babatunde Fashola einen Garten zu Ehren des verstorbenen Professors Ayodele Awojobi am Onike Roundabout, Yaba, Lagos, ein, in dessen Mitte eine Statue des berühmten Akademikers aufgestellt wurde.
Fashola arbeitete als Gouverneur mit Künstlern wie Oladejo Victor Akinlonu zusammen, um Lagos aufzuwerten und zu verschönern. Oladejos Werke wie die Eyo-Maskerade und die Büste von Sir Alexander Molade Okoya Thomas wurden vom Gouverneur in Auftrag gegeben.

#### Öffentliche Sicherheit
Auf dem Weg zur Sicherheit hat die Regierung Fashola nicht nur die meisten Verstecke und Plätze, die zuvor als Stützpunkte für Betrüger und bewaffnete Räuber dienten, in eine visuell ansprechende Umgebung verwandelt. Sie richtete auch den Lagos State Security Trust Fund ein, um die Sicherheitsbedürfnisse des Staates effektiv und nachhaltig zu finanzieren.

#### Umstrittene Gaststättensteuer
Fashola setzte eine umstrittene Verbrauchssteuer in Gaststätten durch. Die Angelegenheit wurde vor Gericht gebracht, das aber zu Gunsten der Regierung entschied.

#### Ermittlung wegen Verschwendung
Ende Januar 2010 leitete das Parlament des Bundesstaates Lagos eine Untersuchung wegen möglicher Verschwendung von Steuergeldern durch Fashola ein, hauptsächlich im Zusammenhang mit dem laufenden Eko Atlantic City Projekt. Die Vorwürfe reichen von der Einfuhr von Palmen aus Niger für Gartenbauprojekte bis hin zur unsachgemäßen Verwendung von Vertragsgeldern, an denen einer der Auftragnehmer des Staates Lagos beteiligt war. Die Gruppe, die die Untersuchung durchführte, war unter dem Namen "True Face of Lagos" bekannt. Die Abschlussberichte sollten am 15. Februar 2010 vorgelegt werden. Während seiner Amtszeit wurde True Face of Lagos später wieder aufgelöst. Es gab Versuche, die Untersuchungen durch eine Petition wieder in Gang zu bringen, doch wurden sie gerichtlich wiederholt abgelehnt.

#### Spende an Haiti
2010 bewirkte Fashola eine Spende des Bundesstaates Lagos an die Opfer des Erdbebens in Haiti von 1 Mio. USD.

#### Der Kampf gegen Ebola
Babatunde Raji Fasholas größte Errungenschaft als Gouverneur liegt am Ende seiner zweiten Amtszeit im September 2014. Damals wurde Nigeria offiziell für frei von Ebola erklärt. Drei Monate zuvor hatte sich Ebola erstmals im Land ausgebreitet, als Patrick Sawyer, der infizierte US-amerikanisch-liberianische Staatsbürger und ECOWAS-Beamte, das Virus über den Flughafen von Lagos einschleppte.
Er übernahm persönlich die Kontrolle über die Aufspürung und Isolierung von etwa 1.000 Menschen, von denen man befürchtete, dass sie sich seit Patrick Sawyers Ankunft infiziert hatten. Der Gouverneur von Lagos brach eine Pilgerreise nach Mekka ab, flog nach Hause und richtete dann eine Ebola-Notfallzentrale ein, die die gewaltige Aufgabe der Überwachung aller möglicherweise Infizierten übernahm. Ein Team von 2.000 Beamten wurde für diese Aufgabe ausgebildet und klopfte schließlich an 26.000 Türen. Zu einem bestimmten Zeitpunkt wurde der Gouverneur bis zu zehn Mal am Tag von Experten für die Seuchenbekämpfung unterrichtet. Er legte Wert darauf, das Ebola-Behandlungszentrum des Landes zu besuchen, um der nigerianischen Öffentlichkeit zu vermitteln, dass sie nicht unnötig in Panik geraten sollte.

### Ministeramt
Am 11. November 2015 wurde Fashola von Präsident Muhammadu Buhari zum Minister für Energie, Bau- und Wohnungswesen ernannt; am 21. August 2019 wurde er zum Minister für Bau- und Wohnungswesen ernannt.

#### Vollendung der "Zweiten Nigerbrücke"
Die zweite Nigerbrücke bei Onitsha, die seit den 1980er Jahren politisch diskutiert wurde und als Begriff für Stagnation galt, wurde unter Fashola vorangetrieben und steht kurz vor der Vollendung (Stand Januar 2022).

#### Vollendung des Lagos-Ibadan-Expressway
Auch die Renovierung der ehemaligen "Schlagloch-Teststrecke" von der Metropole Lagos in die drittgrößte Stadt Nigerias, Ibadan, wird 2022 abgeschlossen sein.

#### Weiteres
Fashola zählt 2021 zu weiteren Erfolgen seines Ministeriums
- die vollendete Schnellstraße zwischen Lagos und Oworonshoki,
- die Reparatur der Dritten Festlandbrücke von Lagos und
- die Vollendung der Schnellstraße zwischen der Hauptstadt Abuja und der zweitgrößten Stadt Nigerias, Kano.[28]

800 Straßenbauverträge seien abgeschlossen worden. Man erneuere derzeit 13.000 km Straßen und baue 37 Brücken.
Dabei sei sein Etat von 260 Mrd. Naira im Jahr 2015 (damals 1,17 Mrd. Euro) auf 234 Mrd. Naira im Jahr 2021 (491 Mio. Euro) zusammengestrichen worden. Fashola meint: "Wir tun jetzt sehr viel mehr mit weniger Ressourcen."

## Bewertung
Über Parteigrenzen hinweg wird Fashola wegen seiner Kompetenz geschätzt.

## Diverses
Nach Babatunde Fashola ist der Bahnhof im Lagos-Stadtteil Agege benannt.